# QV Возничего
QV Возничего (лат. QV Aurigae) — одиночная переменная звезда в созвездии Возничего на расстоянии (вычисленном из значения параллакса) приблизительно 4396 световых лет (около 1348 парсеков) от Солнца. Видимая звёздная величина звезды — от менее +17m до +12,6m.

## Характеристики
QV Возничего — красная пульсирующая переменная звезда, мирида (M) спектрального класса M. Эффективная температура — около 3299 К.